# Дарфо Боарио Терме
Да̀рфо Боа̀рио Тѐрме (на италиански: Darfo Boario Terme) е община в Северна Италия, провинция Бреша, регион Ломбардия. Разположена е на 220 m надморска височина. Населението на общината е 15 549 души (към 2013 г.).
Административен център е град Дарфо (Darfo).